# 岳飛北伐
岳飛北伐，是自在1127年至1141年北宋覆亡後，南宋初年將領岳飛率宋朝軍隊征伐北方大金並嘗試奪回北宋故土的戰爭，後因宋高宗求和，召回軍隊而結束。
1127年靖康之變，金兵攻破開封，北宋覆亡。1127至1128年，宗澤知開封府，恢復治理。1129年，杜充棄城後再失陷。其後，金兵兵鋒南至杭州、襄陽。1134年（紹興四年），岳飛首次北伐金，收復襄陽、信陽等六郡。1136年（紹興六年）再次北伐，佔伊陽、洛陽，後因孤軍作戰而被迫撤回鄂州。岳飛在是次北伐中壯志未酬，傳說其間寫下《滿江紅》。1140年（紹興十年），金兀术南侵，岳飛出兵大破金兵，收復鄭州、洛陽，進至朱仙鎮，離開封只有四十五里。岳家軍士氣高昂，高喊「直搗黃龍」。
宋高宗一心求和，認為岳飛難以控制，加上過去數次違抗命令，故以十二道金牌召岳飛回京。岳飛退兵前，長嘆：「十年之功，毁於一旦！所得州郡，一朝全休！社稷江山，難怪中興！乾坤世界，無由再復！」結果岳飛北伐因為政治原因而失敗，岳飛亦被殺害。

## 第一次
岳飛率岳家軍的第一次北伐發生于紹興四年（1134年）五月至七月期間。岳飛率岳家軍三万五千人左右大敗偽齊劉豫的部將李成等人，成功地收復了前一年南宋失去的襄陽府镇抚使李横的辖地，以及額外的原由劉齊控制的唐州和信阳军。
紹興三年（1133年），宋神武左副军统制、襄阳府鄧州隨州郢州镇抚使、兼襄阳知府李横率隨州知州李道聯合伊阳县风牛山寨的翟琮北伐偽齊劉豫。偽齊部隊紛紛倒戈，牛皋、彭玘、赵起、朱全、牛宝、朱万成等军归附于李横，董先、张玘、董震等军归附于翟琮，偽齊唐州知州胡安中由李道招降。李横和牛皋、彭玘等克复了汝州、颍昌府、信阳军等地。翟琮和董震、张玘、董贵、赵通等攻入西京河南府，處死了盜掘宋朝皇陵的偽齊河南尹孟邦雄。但劉豫馬上向金軍求援。三月间，金元帅左都监完颜宗弼率主力会合偽齊李成的二万偽軍，在开封西北牟施冈同宋軍進行了決戰，李横、牛皋等被金方重鎧「拐子馬」騎兵击溃。到十月为止，翟琮的伊阳县风牛山寨大本營、鄧州、隨州、唐州、襄阳府、郢州等地相继被金軍攻占，彭玘战死，李横、翟琮、牛皋、董先、李道、张玘等全部敗退到長江一帶。偽齊的李成、许约等联络割据洞庭湖的杨幺、黄诚叛军，约定来年六月间南北夹攻，偽齊军和杨幺军水陆并进，顺江东下，“前去浙中会合”，消灭南宋政权，双方“建国通和”。
紹興三年（1133年）年底敗逃到長江一帶的宋軍中，李道、牛皋等屡次上書岳飛和江南西路安抚制置大使赵鼎，“乞听岳飛节制”。宋廷于是将牛皋、董先共一千余人以及李道等部并入岳家軍，张玘也拨归岳飞统辖；翟琮改任江南东路兵马钤辖，獨立成軍；李横和岳飛基本同級別，不愿隶属岳飛，其一万五千人马改隶官職更高的张俊。
紹興四年(1134年)，為擊敗偽齊军和杨幺军的合兵計劃，岳飛決定先打李成、后打杨幺，「先襄汉，襄汉既复，李成丧师而逃，杨幺失援矣。第申严下流之兵以备之，然后鼓行。」朝廷里，宰相朱胜非支持這一作法：「襄阳上流，襟带吴、蜀。我若得之，则进可以蹙贼，退可以保境。今陷于寇，所当先取。」剛从江南西路调任政府参知政事的赵鼎也支持岳飞：「知上流利害，无如飞者。」而惟獨签书枢密院事徐俯却反对委派岳飛出兵，戍守淮南西路的劉光世也要求代替岳飛“措置荆襄”。最后宋廷决定由岳家軍出兵收復襄汉，劉光世軍增援，王𤫉軍牽制洞庭湖的杨幺军。宋廷正式任命岳飛为荆湖北路前沿统帅，在他的制置使官職上添入「兼制置荆南、鄂、岳」的加衔，岳家軍里增加荆湖北路安抚使司颜孝恭部约一千九百人，崔邦弼部三千人，以及荆南镇抚使司的兵马。岳家軍當時用于进攻襄汉六郡的总兵力，大致在三万五千人左右。
由于再敗對戰局有重大影響，南宋朝廷非常看重這次岳飛的出征。出师前，赵鼎又生怕岳飛有失，上奏高宗：「陛下渡江以来，每遣兵将，止是讨荡盗贼，未尝与敌国交锋。(岳)飛之此举，利害甚重，或少有蹉跌，则使伪境益有轻慢朝廷之意。」为了使岳飛之「将佐竭力奋死」，「以济事功」，宋高宗下詔稱岳飛曾保奏王贵、张宪和徐庆三将「数立战效，深可倚办」、「理宜先有以旌赏之」，给王贵等三人颁赐捻金线战袍各一领，金束带各一条。宰相朱胜非通知岳飞，只要得胜即授予他节度使的头衔。宋高宗又特令张俊的「神武右军」和杨沂中的「神武中军」分别選战马各一百匹拨给岳家军，并在岳飛的制置使官衔上又增加「兼黄州、复州、汉阳军、德安府」的加衔。岳家軍自鄂州渡江攻郢州，岳飛在江心对幕僚们发誓：「飞不擒贼帅，复旧境，不涉此江!」
紹興四年(1134年)五月五日，岳家军開到郢州城下。偽齊郢州知州荆超和长寿知县劉楫率一万多人马守城，拒绝投降。由于后勤供应有困難，岳家军的军粮不過两餐饭，但岳飞却說：「可矣，吾以翌日巳时破贼！」六日黎明，岳家军開始总攻。荆超投崖自杀，劉楫被活捉後斩首，偽齊守軍被殺达七千人。
然后岳家军分兵两路，张宪和徐庆率军往东北去进攻随州，岳飞率主力往西北主攻偽齊大將李成驻守的襄阳府。李成不戰而逃，五月十七日，岳飞占領襄阳。而另一邊，偽齊随州知州王嵩堅守不出，张宪和徐庆连攻数日不果，牛皋自告奋勇，只带三日口粮领兵支援张宪和徐庆。五月十八日，三日粮食尚未吃完，牛皋便与张宪、徐庆合軍攻下随州城，其中十六岁的岳雲使两杆数十斤重的铁锥枪，第一个攻上城头。五千偽齊军被歼灭，王嵩被俘并被押赴襄阳府处斩。
和前一年(1133年)對付李橫北伐一樣，劉豫急忙调度兵力并请来一部分金兵，集结在鄧州东南的新野、龙陂、胡阳、随州的枣阳县以及唐州、邓州，加上李成逃到新野的部隊，号称三十万大军。岳飛命令岳家軍统制王萬和荆南府镇抚使司统制辛太守住清水河，以引誘偽齊軍進攻。但辛太怯戰，竟私自逃往峡州宜都县（今湖北枝城市）。 六月五日，王萬军与偽齊軍交战後，岳飛亲率主力夹攻，击败了李成。第二天，李成又列陣求戰，卻犯了劉邦在彭城之戰中犯的戰術錯誤，被岳飛看出破綻。對于王贵、牛皋等将的请战，岳飞说：「且止，此贼屡败吾手，吾意其更事颇多，必差练习，今其疏暗如故。夫步卒之利在阻险，骑兵之利在平旷；成乃左列骑兵于江岸，右列步卒于平地，虽言有众十万，何能为!」岳飞举鞭對王贵说：「尔以长枪步卒，由成之右击骑兵。」又對牛皋说：「尔以骑兵，由成之左击步卒。」和劉邦在彭城之戰的敗局相似，李成的前列骑兵溃散之后，将后列骑兵挤入水中淹死，軍隊崩潰一败涂地。李成一軍因此元氣大傷，后來再也沒能反攻襄阳府。
劉豫不斷火急向金國求援，但是完顏宗弼剛剛在三月被吳玠一軍在仙人關殺金坪之戰中大敗，金軍主力损折較大。又恰逢盛夏，女真人不耐酷热，正在北方避暑。于是只派了一员史書上未記錄姓的、名叫刘合孛堇的二等战将，会合李成，拼凑了陕西和河北偽軍数万，在鄧州西北扎了三十多个营寨防守。
在備辦糧草準備了一个多月以后，王贵和张宪分别率军從光化路和横林路向鄧州挺進。七月十五日，王贵和张宪两军在鄧州城外三十几宋里，同数萬偽齊軍和金軍會战；王萬和董先两部突然出現夾擊，擊敗了對手。金將刘合孛堇只身逃窜。岳家军俘虜降簽軍將領杨德胜等二百余人，夺取战马二百多匹。偽齊軍高仲退守鄧州城。七月十七日，岳家军攻城，岳雲又是第一个登城的勇士，攻下鄧州活捉了高仲。岳飛為避嫌，只報了岳雲随州之功，未將邓州之功申报。事隔一年，宋廷查清此事，方才将岳雲升迁武翼郎。由于岳雲勇猛善战，被稱為“赢官人”。
七月二十三日，选锋军统制李道攻占唐州。與此同時，王贵和张宪在唐州以北三十宋里再次击败偽齊軍和金軍。同一天，信阳军也被攻下，岳家軍俘虜偽齊唐州知州、信阳军知军、通判等官员共五十名。第二年，宋高宗为此特奖赏李道和崔邦弼金束带各一条。
七月二十六日，劉光世的部将酈瓊率五千援军趕到，但已經无仗可打。岳飛特别上奏，要求给这五千人「先次推赏」、「卒使不沾寸赏，恐咈人情」。
收復襄汉是岳飛的第一次北伐，由于两三个月前吴玠仙人关殺金坪之战大破金军主力，客觀上幫助了岳家军完成了自南宋開國八年以来第一次收复了大片失地的目標。收復的地方包括前一年丟失的原先李横的辖区，以及額外的原由偽齊控制的唐州和信阳军。

## 第二次
岳飛率岳家軍的第二次北伐發生于紹興六年（1136年）七月和八月期間。岳飛率岳家軍收復了陝西一帶的商州（今陕西商州市）全境和虢州（今河南三门峡市）的部分地区。
紹興六年(1136年)岳飛第二次北伐前，有两件事影响了他的布置。
1. 一是目疾。自1130年着手建立岳家军后，岳飛连续六年在夏天剿匪、在冬天抗金和伪齐。尤其是夏天在南方湿热的气候中用兵，是岳飛这个河北人所不适应的。紹興五年（1135年）夏六月，平定杨幺后，岳飛病势加重，『两目赤昏，饭食不进』，『四肢堕废』，以至于不得不上奏恳请解除军务养病。宋高宗当时倾向主战，回绝了岳飞的申请，反而说岳飞『措置上流事务，责任繁重』，『卿当厉忠愤之素心，雪国家之积耻，勉副朕志，助成大勋』[16]。经过治疗，到了秋冬季，岳飛的目疾有所好转。
2. 二是岳母姚氏于紹興六年三月二十六日去世。岳飛是历史上有名的孝子，和老母在一起时总是全天侍候，亲自调药换衣，无微不至。姚氏死后，岳飛和岳雲等人扶着其灵柩，光着脚徒步走到江州的庐山。丧葬完毕，岳飛就留在东林寺中为母守孝。按古代礼法，岳飛必须『丁忧』三年，如有特殊情况方可『起复』，即居官守丧。岳飛要坚持礼法，但满朝上下均一致反对。宋高宗命宦官邓琮到东林寺请岳飛起复，岳飛『欲以衰服谢恩』，邓琮坚持不允，但岳飞『三诏不起』。最后，宋高宗对岳飛及其部下下达了嚴厲的警告，说岳飛『至今尚未祗受起复恩命，显是属官等并不体国敦请』，『如依前迁延，致再有辞免，其属官等并当远竄』。主战派李纲也单独给岳飞写信说，『宣抚少保以天性过人，孝思罔极，衔哀抱恤』，恳切希望他不要『以私恩而废公义』，『幡然而起，总戎就道，建不世之勋，助成中兴之业』。岳飛终于下了决心放弃礼法，重返鄂州后带兵镇守襄汉，同时将姚氏『刻木为像，行温凊定省之礼如生时』[17]。

主戰派宰相张浚从紹興六年(1136年)正月起到前线视师。中興四將岳飛、韩世忠、劉光世、張俊都被召到镇江府的都督行府商议军事。张浚向宋高宗称赞韩世忠忠勇、岳飛沉鸷，可以倚办大事。三月，宋廷任命韩世忠为京东、淮东路宣抚处置使，岳飛为荆湖北路、京西南路宣抚副使，并且移镇为武胜、定国军节度使。此次都督行府军事会议决定由韩世忠自承州、楚州出兵攻京东东路的淮阳军（今江苏邳州市西南），由岳飛自鄂州出發到襄阳府然后北伐，由張俊自建康府出發到泗州，由劉光世由太平州出發到庐州，由楊沂中的殿前司军作為其舊上司張俊一軍的后援。韩世忠和岳飛主攻，張俊和劉光世主守。

二月中旬，韩世忠发动了攻势，但岳飛還在临安府覲見宋高宗，無法配合。韩世忠在淮阳军宿迁县(今江苏宿迁市)擊敗偽齊守軍，圍困了淮阳军城池。但六天後，偽齊援兵趕到，韩世忠被迫撤退。

当时都统制王彦患重病，其「八字军」（行營前护副军）驻荆南府，和岳家軍的防區相鄰。二月，左相赵鼎和右相张浚決定將「八字军」移屯襄阳府，由王彦出任襄阳府知府兼京西南路安抚使，歸岳飞节制；以便一旦王彦病故，就把「八字军」并入岳家軍。但王彦從前是岳飛在河北招討司時的上司，岳飛曾因擅離王彥加入宗澤一部而被懲戒。王彦不接受這項任命，并且健康又有好转，宋廷遂将「八字军」调驻临安府。這樣一來，岳家軍沒有增強軍力，反而要接管「八字军」的荆南府防區分散兵力。
七、八月间，岳飛再次出兵，以春季剛剛投降的原偽齊虢州栾川县知县李通為向導进行第二次北伐。先锋左军统制牛皋迅速攻下自己故鄉汝州鲁山县附近的偽齊镇汝军，活捉守将薛亨。薛亨在十一月时，由岳家军参议官李若虚押送至临安府，宋高宗命他在岳家军中戴罪立功，結果二十多年后，他仍在鄂州军中服役。牛皋又繼續攻下颍昌府大部和蔡州附近進行佯攻。岳飛率主力則往西北方向进攻。八月初，王贵、董先、郝晸等攻占虢州州治卢氏县，缴获粮食十五万石。岳家軍旋即攻占了虢略县(今河南灵宝市)、朱阳县(今河南灵宝市西南朱阳镇)和李通原來當官的栾川县。王贵继续西向攻克了商州全境，包括上洛县(今陕西商州市)、商洛县(今陕西商州市东南商洛镇)、洛南县、丰阳县(今陕西山阳县)和上津县(今湖北郧西县西北)。

商州、虢州都属陕西路，是吳玠的战区。吴玠部将邵隆（原名邵興，為避宋高宗绍興年号之諱而改名）早已上奏要收復這兩地，并已被宋廷任命为商州知州。岳飛攻克商州后，便催促邵隆尽快赴任，以便騰出岳家軍的人馬繼續征戰。

岳家軍繼續攻取偽齊顺州州治伊阳县。八月十三日，偽齊顺州安抚司都统制孙某与后军统制满在，在长水县的业阳迎战岳家軍悍將杨再兴，被擊潰。孙某等五百余人被陣斬，满在等一百多人被生擒。十四日，杨再兴又擊潰偽齊顺州安抚使张某的二千多人。十五日夜间，岳家军夺取长水县城，缴获粮食二万石，并夺取了一个伪齐马监，得马万匹。接著顺州另外兩縣永宁縣和福昌縣也被攻克。李纲在接到岳飛的捷报後写信说：『屡承移文，垂示捷音，十余年来所未曾有，良用欣快。』
但此時在陝西附近的山區作戰，后勤供應線過長造成糧草不足。岳飛只得班师，留王贵等戍守。但商州的全境和虢州的部分地区從此为南宋所控制，邵隆在年底赴商州就任知州，「披荆棘，立官府，招徕离散，各得其心」，逐渐将商州建设为要塞和下一次進攻的后勤基地。
九月下旬，岳飛回到鄂州后目疾再次劇烈发作，白天的時候，連卧室的窗户都必须全擋住才行。宋廷闻讯后，特派眼科医官皇甫知常与和尚中印两人急驰鄂州為岳飛治療，方得好转。

## 第三次
岳飛率岳家軍的第三次北伐發生于紹興六年（1136年）十一月期間。岳飛率岳家軍反擊偽齊劉豫的進攻，是一次小規模的北伐，進軍至蔡州一帶收兵，俘獲偽齊戰馬三千至五千匹。
岳飛第二次北伐剛剛結束，偽齊劉豫就立刻反攻。紹興六年（1136年）九月，劉豫以號稱七十萬大軍進攻劉光世駐守的淮南西路。儘管宋廷右相張浚反對，但左相趙鼎調動岳家軍去江州、池州支援。岳飛走到江州，劉豫已被劉光世擊退，岳飛又得退回鄂州。但劉豫馬上轉攻長江中游的岳家軍，岳家軍留在商州、虢州、邓州、唐州（后來這些地方均被宋高宗和秦檜簽訂的《紹興和議》割讓給金國）的部隊均和偽齊軍和少量金軍交戰。
十一月十日，王贵以少擊衆，以一萬人馬在離唐州何家寨不遠的大标木大敗偽齊劉豫的弟弟劉復率領的十萬偽齊主力，劉復僅以身免。十一月十五日，岳飛剛從江州返回鄂州不久，就親自出兵北伐偽齊。在虢州，岳家軍统制寇成在擊敗偽齊軍後將五百名俘虜全部杀掉，違抗了岳飛的不殺偽軍俘虜的軍令。寇成非但沒有授功，反而被岳飛彈劾。在鄧州，張憲以一萬兵力擊敗了偽齊西京留守司统制郭德、魏汝弼、施富、任安中等人，俘虜郭德、施富等一千人，俘獲戰馬五百余匹，魏汝弼等逃回西京洛陽。在唐州，牛皋、王刚等人以步兵八千于方城县擊敗偽齊軍，斩马汝翼，并俘虜一千人，俘獲戰馬三百多匹。
岳飛到達唐州前線時，大敗劉復的王贵一軍已經追擊偽齊進入蔡州，岳飛決定帶上十天的糧草跟進。到了蔡州城下，卻發現城防堅固，而且偽齊李成、李序、商元、孔彦舟、王彦先、贾潭等部在附近埋伏，準備合擊岳家軍。岳飛于是決定退軍。老對手李成一軍再次窮追不舍，但被王貴、董先先後大敗。岳家軍俘虏了偽齊几十员将领，几千名兵士，并俘獲戰馬三千匹。
班師後，因為「掩杀逆贼五大王劉復、李成等，累立奇功」，王贵晋升为正任的棣州防御使，牛皋升為龙、神卫四厢都指挥使和建州观察使。

## 第四次
岳飛率岳家軍的第四次北伐發生于紹興十年（1140年）六月、閏六月和七月期間。岳飛率十萬岳家軍大敗金軍統帥完顏宗弼（兀朮）的女真軍主力于郾城、穎昌和其它河南各地，完顏宗弼逃出開封退回北方。但因為宋高宗趙構和權相秦檜要簽訂《紹興和議》等政治原因，岳飛的第四次北伐因此失敗。

### 金朝軍事情勢
紹興七年（1137年），金军的前几个主帅完顏宗望、完顏宗輔、完顏宗翰已先后病故，金軍大權在左副元帥完顏昌和右副元帅完顏宗弼两人手中。十一月，完顏昌和完顏宗弼假称助刘豫攻宋，率兵到开封府正式废除伪齐政权，廢刘豫為蜀王，还声称要宋钦宗回开封当傀儡皇帝。宋高宗派遣的迎奉梓宫使王伦到达开封，求河南、陝西地於完颜昌。完颜昌对王伦说：「好报江南(當時金方不用宋的国号)，既道途无壅，和议自此平达。」
紹興八年（1138年），完顏昌回到金国上京，倡議以原来的伪齊舊地送给南宋，在完顏宗磐和完顏宗雋的幫助下，和秦檜達成了第一次紹興和議，以河南、陝西地还给宋。
紹興九年（1139年）七、八月间，完顏宗磐和完顏宗雋因為與金熙宗養父完顏宗幹的權斗中失敗被殺，完顏昌因為從前的戰功暫時不死，被貶到中京行台任尚書左丞相。但不久完顏昌即被人告謀反，金熙宗下詔誅杀。完顏昌自中京南走，被完顏宗弼派人追上殺于祁州。至此，主戰的完顏宗弼成为唯一的金国军队总指挥，其所部是金国最精锐的部队。

### 金軍南侵
紹興十年（1140年）五月，完顏宗弼撕毀和議，分四路南下。完顏宗弼亲率主力攻入开封，元帅右监军完颜撒离喝攻陕西，金河南知府李成攻西京河南府（今洛陽），聂黎孛堇攻宋之京东路。
1. 陕西战场上，因為吴玠已于前一年病逝，其所轄的行营右护军由副手胡世将統領吴璘（吴玠之弟）、杨政和郭浩三個都统制和完颜撒离喝所部在关中僵持，双方处于胶着状态[34]
2. 京东路战场上，宋京东淮东路宣抚处置使韩世忠所部攻取了海州（今江苏连云港市），并在淮阳军附近的泇口镇、潭城、千秋湖等地击败金軍，在淮阳军城下和金軍僵持不下[35]。

這一東一西兩路都是平局的狀態。而最關鍵的中部戰場，由完顏宗弼亲率主力，在李成一軍的幫助下，和岳飞的「岳家軍」、张俊的「行營中护军」，以及的劉錡（當時被宋廷任命為開封副留守）的兩萬「八字軍」較量。

### 「八字軍」的幫助
五月，劉錡的兩萬八字軍正在赴開封途中，经顺昌府(今安徽阜阳市)。在順昌以逸待劳，以少勝多，先挫敗了葛王完顏褎和龍虎大王完顏突合速所部金軍，又再次大敗完顏宗弼亲率的主力。「八字軍」以依城野戰的方式，以拒馬器械和重斧擊退了進攻順昌的女真主力「鐵浮圖」、「拐子馬」。金军被殺五千多人，受伤一万多人，在順昌留下死去战马三千多匹。金军“自言入中原十五年，尝一败于吴玠，以失地利而败；今败于劉錡，真以战而败”，“十五年间，无如此战”。金軍由此從全面進攻轉為部分防守，完顏宗弼和完顏突合速退回开封，韩常守颍昌府，翟将军守淮宁府，三路都统完颜阿鲁补守应天府，以颍昌、淮宁、应天三地作為开封的防卫。

### 克颍昌府和淮宁府
六月十二日，岳家軍統制张宪和姚政率前军与游奕军攻下蔡州，岳飞委派马羽镇守蔡州。十三日，岳家軍統制牛皋的左军在京西路打败金军，攻克牛皋的故乡鲁山等县，威脅汝州。二十三日，岳家軍统领孙显在蔡州和淮宁府之间破裴满千夫长所部。
闰六月十九日，在离颍昌府四十宋里的地方，前军统制张宪指挥傅选等将擊潰金國漢人萬夫長韩常所部。张宪追擊并在第二天夺取颍昌府城。韩常逃回開封后被完顏宗弼親自鞭笞。张宪留董先的踏白军和姚政的游奕军守颍昌府城，自己会同牛皋、徐庆等军，东进淮宁府。二十四日中午，在淮宁府城外十五宋里，擊敗金骑三千多人。又追擊到城外几宋里的地方擊破金方翟将军的列陣，佔淮宁府城。金将王太保等人被俘。
二十五日上午，韩常企图夺回颍昌府城，和女真邪也孛堇率六千余骑回攻踏白军和游奕军，被擊敗。至此，保衛开封府的三个金军战略要点，幾天之內就被岳家军拔除了两个。而剩下一个南京应天府，是张俊的行營中護军的战区，按《金史》載金軍在此地獲勝數次。
另一方面，一十五日，王贵所部将官杨成等擊敗金军万夫长漫独化率領的五千余骑，攻克郑州。二十九日，准备将刘政又在开封府中牟县(今河南中牟县)夜袭漫独化的营寨，基本消滅了這股金軍，夺得三百五十多匹战马。七月一日，在离河南府城六十宋里外扎营的中军副统制郝晸，击败了金河南知府李成所部。第二天攻佔了西京河南府。

### 郾城之戰
七月初，完顏宗弼在顺昌之败一个半月后，得到了盖天大王完颜宗贤（赛里）等的援军，在探知岳飛本人在郾城指揮岳家軍后，全軍出動直扑郾城這個岳家軍總部，導致一場主力之間的大決戰。
八日，探馬報告岳飛：完颜宗弼領龙虎大王完颜突合速、盖天大王完颜宗贤、昭武大将军韩常等将，其精锐马军一万五千多骑神速出現在距郾城只有二十多宋里的路上。岳飛命令岳雲率领背嵬八千馬軍和游奕軍的马军出城迎击，并说：「必胜而后返，如不用命，吾先斩汝！」下午，完颜宗弼趕到郾城，双方的骑兵开始決战。金軍后续部队不斷到達郾城投入戰鬥。岳雲的马军不斷打退金軍的冲锋。岳家軍悍將杨再兴聲稱要活捉完颜宗弼，单骑冲入金軍隊伍中，杀金军将士數十。
岳飛亲率四十精銳親兵鐵骑突出阵前。都训练霍坚怕有閃失，上前勸阻：「相公为国重臣，安危所系，奈何轻敌！」岳飛回答「非尔所知！」跃马沖出以箭射金軍陣地（岳飛挽弓三百宋斤，是南宋軍人裏最高記錄）。岳家軍将士看到统帅亲自出马，頓時全力死戰。
完颜宗弼下令将重鎧「鐵浮圖」（馬和騎兵皆重鎧不怕箭射和小型兵器砍殺，但不敵宋軍重斧，每三匹马用皮索相连，“堵墙而进”，專門在關鍵時刻通過集團沖鋒擊潰宋軍）投入战斗。岳飛当即令訓練有素專門對付金軍這套戰術的精銳步兵上阵，以長柄麻札刀專剁重鎧「鐵浮圖」無法以重鎧包裹的馬腿，只要一匹馬被砍掉一腿倒地，重鎧「鐵浮圖」的全部三匹马就都无法奔驰，精銳步兵然后立刻以重斧砍馬上騎兵的肩胛、頸部等需要活動、重鎧有關節鏈接的地方，砍掉四肢頭顱殺之（岳珂在為祖父岳飛整理戰績辯誣時，曾將拐子馬與鐵浮圖嚴重混淆。拐子馬其實僅為中軍兩翼騎兵之稱,鐵浮圖則為三騎相連為一，人馬俱披重鎧，是作為絕對主力的重裝騎兵。在岳飛之前，宋軍其實已有以重裝步兵克制金軍鐵騎的紀錄，岳飛戰法可能由此改良而來。），重鎧「鐵浮圖」軍于是乱作一团。殺到天黑，完颜宗弼全軍潰败逃走。岳家军因為有備而來，擋住了完颜宗弼全部戰術，獲得了「郾城之战」的完勝。

### 小商河之戰
十日下午，完颜宗弼組織了一千多人的骑兵，进攻郾城县北的五里店。岳飞率领军马出城，令背嵬军将官王刚带五十多骑前往侦察。王刚砍死帶頭的金將，在其屍體和马鬃上，分别摘到两个红漆牌，上面写有“阿李朵孛堇”字样。十三日，张宪率背嵬军、游奕军、前军等主力進入完颜宗弼殘軍所在的临颍县，再次寻求和其决战。将官杨再兴和王兰、高林、罗彦、姚侑、李德等三百骑前哨在抵达临颍县南的小商河时，与完颜宗弼的主力猝然相遇。和杨再兴三百骑交手的金國騎兵中高級軍官很多，最后被杀的包括万夫长（忒母孛堇）撒八、千夫长（猛安孛堇）、百夫长（谋克孛堇）、五十夫长（蒲辇孛堇）等百餘人。其他金兵射箭如飞蝗，杨再兴身上每中一箭，就随手折断箭杆，铁箭头留在肉中继续沖杀，最後楊再興所領三百騎兵全部戰死，而楊再興本人繼續奮力殺敵，最終被敵軍射死，金军欲过河追击，但因大雨而作罢。金軍此戰所付出很大代价，死伤的萬夫長、千夫長等中高級軍官及士兵達兩千餘人。
小商河之戰后，完颜宗弼或因為懼怕背嵬军的這種驚人的戰力、或因為自身戰術需要，沒有和张宪的岳家軍主力決戰，留下八千金兵守临颍县，自己带领殘余主力转攻颍昌府。十四日天明，张宪軍攻佔临颍县，八千金兵或往颍昌府方向，或往开封府尉氏县(今河南尉氏县)方向逃走。张宪軍找到杨再兴的遺體，並且將楊再興之遺體運送回岳家軍於偃城主營，而楊再興遺體回到軍營後，沿途送往主營的路上，所有見到的士兵都痛哭不已，而楊在興遺體送到主營以後，岳飛親手將楊再興身上的箭一枝一枝的拔出，每拔一箭岳飛則痛哭不已，最終楊再興的遺體送去火化，火化以后竟烧出铁箭头二升有余。

### 颍昌之戰
十四日上午，完颜宗弼的剩余全部主力攻颍昌府城，其中有六个万夫长，號稱骑兵三万多骑、步兵十万名，綿延十多宋里，鑼鼓喧天。
在颍昌府的岳家軍共有五个軍，然而除踏白軍是全軍外，中軍统领苏坚在西京河南府，选锋軍统制李道在外地，背嵬軍和游奕軍主力又在郾城县和临颍县，都只是一部分甚至一小部分，主帥岳飛也不在此地。颍昌府岳家軍統帥王贵自己和姚政、岳雲等率八百名背嵬軍和一部分中軍、游奕軍出城决战，令统制董先率踏白軍，副统制胡清率选锋軍守城。二十二岁的岳雲率领八百名背嵬军，和金军主力左、右拐子马苦战几十回合，前后十多次出入敌阵，身受百余处创伤。大多出城决战的岳家军杀得“人为血人，马为血马”，王贵甚至有些气馁怯战，想要逃走，被岳雲勸回。到了正午，守城的董先和胡清分别親率踏白军和选锋军差不多5000人出城增援，完颜宗弼全军溃败逃走。
颍昌之战中和岳雲的八百名背嵬军交手的金國騎兵中高級軍官很多：完颜宗弼的女婿万夫长夏金吾阵亡；副统军粘汗孛堇身受重伤，抬到开封府后死去；金军千夫长被格斃五人。岳家军活捉汉人千夫长王松寿、张来孙，千夫长阿黎不，左班祗候承制田瓘等七十八名敌将，金兵橫尸五百馀。

### 朱仙鎮之戰
岳家軍然后全線進擊，包圍開封。七月十八日，张宪同徐庆、李山、傅选、寇成等诸统制從临颍县率主力往东北方向进发，將路上遭遇的金骑數千击溃， “横尸满野”，缴获战马一百多匹。同時，王贵自颍昌府发兵，牛皋也率领左军进军。
《会编》和《要录》不载朱仙镇之战，说颍昌之战后岳飞即班师。現存朱仙鎮之戰最早记录见于《金佗稡编》卷8《鄂王行实编年》，說完颜宗弼號稱以十万大军驻扎开封西南四十五宋里的朱仙镇，但在受到岳家军前哨五百背嵬騎兵攻擊后即全军敗溃。不过很多学者对此说持怀疑，因为正史中没有相关记载，且完颜宗弼主力十万大军不驻开封却驻朱仙镇，不符常理，可能此时朱仙镇女真驻军数量并不多。
至此，在劉豫的偽齊垮臺后，南宋主力岳飛的岳家军和金國主力完颜宗弼的女真軍第一次拋開這個墊在中間的緩衝進行了一場真正的較量。郾城之戰中完颜宗弼的女真「铁浮图」軍覆沒、女真左右「拐子馬」軍受重創，小商河之戰和颍昌之戰中完颜宗弼的殘余「拐子馬」軍很反常地損失了很多百夫長以上的女真高級軍官（此前吳玠的和尚原之戰和劉锜的順昌之戰雖然大勝，卻沒有格斃金軍萬夫長的報告和證據，或者俘虜金軍千夫長），在朱仙鎮之戰中或無記錄，或被記錄一觸即潰，完颜宗弼賴以維持金國統治的女真部隊不知去向，此時其實力也不詳。當時因出使金國被拘留在燕京的洪皓在家书中说： 「顺昌之败，岳帅之来，此间震恐。」岳飞也為捷报频传而高興，很樂觀地向部下說自己要破酒戒：「今次杀金人，直到黄龙府，当与诸君痛饮！」
按《鄂国金佗稡编》卷八《鄂王行实编年》所载，完顏宗弼此時已經被迫放弃开封北遁。此說在《金史》卷七十七《完顏宗弼傳》中得到驗證：「宗弼由黎陽趨汴，右監軍撒离喝出河中趨陝西。宋岳飛、韓世忠分據河南州郡要害，複出兵涉河東，駐嵐、石、保德之境，以相牽制。宗弼遣孔彥舟下汴、鄭兩州。」绍兴十年五月十三日，完顏宗弼「由黎陽趨汴」是第一次佔領開封。此時岳飛還在鄂州（今湖北武昌），并未「分據河南州郡要害」。完顏宗弼此時的對手是剛走到順昌的南宋派去開封鎮守的劉錡所統領的「八字軍」。岳家軍全軍出擊攻佔河南州郡要害，是六月以后的事情。經過六月、閏六月和七月的大戰，岳飛在七月奉十二道金牌被迫班师后，「孔彥舟下汴、鄭兩州」實為從開封北逃后知道岳飛退軍，又重佔開封。

### 十二道金牌
七月上旬，宋金两军在东部和西部战场处于平局状态，中部战场张俊在亳州、宿州吃了幾場小敗已经撤军，惟独李若虛并不節制中部的岳家军北伐。秦檜的親信殿中侍御史罗汝楫上奏说：「兵微将少，民困国乏，岳飞若深入，岂不危也！愿陛下降诏，且令班师。」宋高宗趙構在七月八日或稍后，大致与郾城之战同时，发出了第一道班师诏。
岳飞在七月五日上奏报告梁兴、董荣、赵俊、乔握坚等部的胜利：「臣契勘金贼近累败衄，其虏酋四太子等皆令老小渡河。 惟是贼众尚徘徊于京城南壁一带，近却发八千人过河北。此正是陛下中兴之机，乃金贼必亡之日，若不乘势殄灭，恐贻后患。伏望速降指挥，令诸路之兵火急并进，庶几早见成功。」
七月十八日，即张宪從临颍殺向開封之時，第一道班师诏送達。岳飞鑒于當時完勝的戰局，写了一封奏章反对班師：「契勘金虏重兵尽聚东京，屡经败衄，锐气沮丧，内外震骇。闻之谍者，虏欲弃其辎重，疾走渡河。况今豪杰向风，士卒用命，天时人事，强弱已见，功及垂成，时不再来，机难轻失。臣日夜料之熟矣，惟陛下图之。」
隔了两三日，朱仙镇已克，完顏宗弼已逃出開封之時，据说岳飞在一天之内接连收到十二道用金字牌递发的班师诏。其中全是措辞严峻、不容反駁的急令，命令岳家军必須班师回鄂州，岳飞本人則去“行在”临安府朝见皇帝。宋高宗发十二道金牌的时间，大约是在七月十日左右，即他得到七月二日克复西京河南府捷报不久。
岳飛收到如此荒唐的命令，憤惋泣下，朝東往“行在”临安府的方向一再行拜禮：「十年之力，廢於一旦。」不得不下令班師，百姓闻讯拦阻在岳飞的马前，哭诉说擔心金兵反攻倒算：「我等戴香盆、運糧草以迎官軍，金人悉知之。相公去，我輩無噍類矣。」岳飞無奈，含泪取诏书出示众人，说：「吾不得擅留。」于是哭聲震野。岳飛决定留军五日，以便当地百姓南遷，「從而南者如市，亟奏以漢上六郡閒田處之。」
這時宋高宗趙構對戰局的控制反復無常，有努力做到不勝不敗以利議和的嫌疑。在接到岳飛郾城大捷的戰报後，尤其是接到岳飛七月十八日反对班师的上奏后，又于七月二十五日命令杨沂中的殿前司军從“行在”临安府开赴淮南西路北上待命，并发手诏，改令岳飛「且留京西，伺贼意向，为牵制之势」。這種戰勝後不乘勝出擊反而班師、但也竭力牽制金國的奇特舉動，也許和高宗生母韋氏當時作為事實上的人質被金國囚禁待釋有關。
八月中旬，杨沂中的殿前司军到达宿州，以五千骑兵夜袭柳子镇，却不见金兵踪影。在探知金軍以重兵埋伏于归路後，也不知是真是假，金軍是否還有戰鬥力，殿前司军“遂横奔而溃”。金军乘胜佔领宿州，并因当地人欢迎过宋军進行报复屠戮。
岳飛前往“行在”临安府的路途已走了大半，期間不断接到宋高宗的手诏，以及秦桧以三省、枢密院名义递发的省札。尽管內容自相矛盾顛來倒去，还包括了命令岳飞暂停班师会合其他将领的军队继续北伐的《暂止班师诏》，但战机已经错失，且最后仍是令岳飛「疾驰入觐」，「赴行在奏事」。当岳飞听到中原传来的宋軍敗訊，只能長嘆：「所得州郡，一朝全休！社稷江山，難以中興！乾坤世界，無由再復！」結果岳飛的第四次北伐因為政治原因而失敗。